# Youri Djorkaeff
Youri Djorkaeff, (n. 9 martie 1968, Lyon) este un fost fotbalist francez, care a jucat pe pozitia de mijlocaș ofensiv. Fotbalist tehnic, cu un ritm alert și cu un dribiling bun, reușește să câștige alături de echipa națională de fotbal a Franței Campionatul Mondial de Fotbal 1998 și Euro 2000. Este fiul fostului jucător Jean Djorkaeff.

## Cariera
Djorkaeff, având un tată de etnie Kalmyk și o mamă care provine din Armenia, a jucat în Europa și în SUA înainte de a se retrage.
Și-a început cariera în 1984 la clubul francez Grenoble, înainte de a pleca la Strasbourg în 1989, Monaco în 1990 și apoi PSG în 1995. În 1994, a fost goalgheterul Ligue 1 cu 20 de reușite.
În 1996, a semnat cu clubul italian Inter Milano și în 1999 a plecat la germanii de la Kaiserslautern. Djorkaeff a creat multe controverse în momentul în care a semnat pentru Bolton Wanderers în 2002, dar a adus clasă clubului în cele 2 sezoane petrecute la Bolton. S-a transferat apoi la Blackburn Rovers pentru sezonul 2004-2005, dar a plecat de la club jucând doar 3 meciuri. După Anglia, a ales Statele Unite ale Americii pentru a juca la MetroStars. A devenit primul jucător francez care a jucat în MLS (prima ligă a campionatului de fotbal American) și a terminat sezonul aici ca MVP (cel mai valoros jucător), marcând 10 goluri și dând 7 pase de gol în campionatul american. Djorkaeff a spus de la început că-și va pune ghetele în cui” la sfârșitul sezonului 2006 și a jucat la Red Bull New York (MetroStars). Pe 1 iulie 2006, a fost văzut în tribunele meciului Franța-Brazilia, din sferturile Campionatului Mondial, după ce anunțase clubul că pleacă pentru a rezolva niște probleme neașteptate, în Franța”. După ce s-a întors a spus că a plecat în Franța pentru a sta cu mama lui care era bolnavă și pentru a vedea meciul de la Campionatul Mondial.
S-a retras pe 29 octombrie 2006, după o accidentare la genunchi, survenită în urma unui meci din semifinalele Conferinței de Est a MLS.
Djorkaeff a lansat un cântec intitulat „Vivre dans ta lumière”, care se traduce: „Trăind în lumina ta”.

## Palmares
Djorkaeff a câștigat Cupa Cupelor UEFA cu PSG în 1996 și Cupa UEFA cu Inter în 1998. A acumulat 82 de selecții la echipa națională și a marcat 28 de goluri pentru Franța. Djorkaeff a jucat alături de naționala sa la Euro 1996 și 2000, cât și la Campionatul Mondial 1998 și 2002. Alături de țara sa, a câștigat Campionatul Mondial, Campionatul European și Cupa Confederațiilor.

### Meciuri la națională
| Franța | Franța  | Franța |
| An     | Meciuri | Goluri |
| ------ | ------- | ------ |
| 1993   | 1       | 0      |
| 1994   | 5       | 3      |
| 1995   | 7       | 5      |
| 1996   | 12      | 5      |
| 1997   | 6       | 3      |
| 1998   | 18      | 3      |
| 1999   | 9       | 3      |
| 2000   | 11      | 4      |
| 2001   | 7       | 2      |
| 2002   | 6       | 0      |
| Total  | 82      | 28     |